# Rectiplanes
Rectiplanes là một chi ốc biển, là động vật thân mềm chân bụng sống ở biển trong họ Turridae.

## Các loài
Các loài thuộc chi Rectiplanes bao gồm:
- Rectiplanes delicatus (Okutani & Iwahori, 1992)[2]